# Logis de la Chaussée
Le logis de la Chaussée est un château situé à Gourgé dans le département français des Deux-Sèvres.

## Histoire
Le château est inscrit au titre des monuments historiques depuis le 23 octobre 1992.